# Parque de Castrelos
El parque de Castrelos, conocido también como finca de la Marquesa o parque municipal Quiñones de León, es un gran parque situado en Vigo. El parque ocupa una superficie total de 24,3 hectáreas, en donde se encuentran, el Pazo de Castrelos y sus jardines históricos, una amplia variedad de espacios verdes, un auditorio, zonas boscosas etc. 
Todo plenamente armonizado como parque urbano, tiene un gran valor paisajístico y botánico por lo que fue declarado Jardín Histórico y Bien de Interés Cultural en 1955. En la actualidad, es el mayor parque de la ciudad, un área de descanso y verdadero pulmón verde de la gran urbe.
El pazo que actualmente acoge el museo Quiñones de León representa el esplendor barroco de la arquitectura palaciana. Fue construido en la segunda mitad del siglo XVII, siendo en la actualidad uno de los mejores ejemplos de la arquitectura palaciana gallega.

## Situación
El parque está situado en la ciudad de Vigo, en la parroquia de Castrelos, cerca del Estadio de Balaídos, en el Valle del Fragoso, entre la Avenida de Castrelos, y la avenida Antonio Palacios (circunvalación), la calle de Canicouva, el camino de la Corredoura y la bajada al Pontillón. Lo atraviesa el río Lagares y la calle del Prado Viejo o Paseo de Ángel Ilarri.

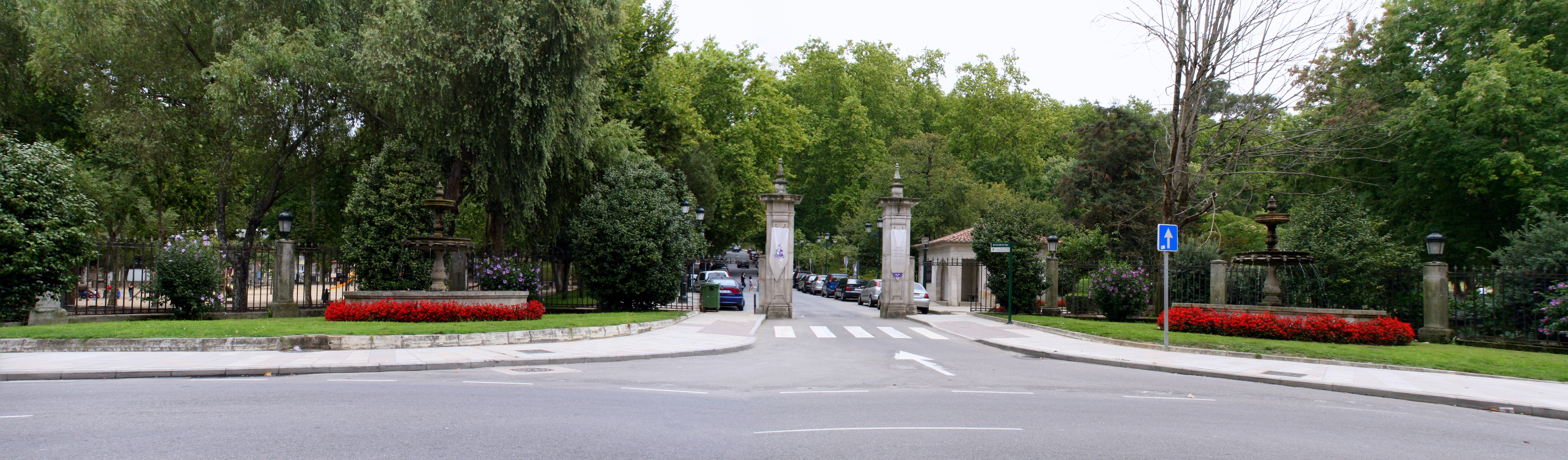
Entrada principal del parque en la avenida de Castrelos.

## Historia
El parque tiene su origen en los jardines del pazo. El cual en su origen fue una torre conocida como Torre de Lavandeira. En el siglo XV desde la fortaleza se combatían las incursiones de los piratas que acosaban la Ría de Vigo.
También sirvió como defensa en la guerra que Castilla declara contra Portugal, produciendo la ruptura del antiguo Reino de Galicia. La torre es abandonada tras la retirada del ejército portugués entre los años 1665 y 1670. El antiguo edificio fue tributario de la Orden del Temple, convirtiéndose en torre en el siglo XVI.
El pazo perteneció entre 1678 y 1918 a la familia Gago de Mendoza Oca Sarmiento y Montenegro, desde Antonio Feliz Tavarés Ozores y Soutomayor hasta Fernando Quiñones de León y Elduayen, marqués de Valladares y de Mos. Y la marquesa de Valladares con su casamiento con Fernando Quiñones de León, es la que amplía la vivienda y arregla los jardines con un gusto inglés.
El último marqués de Alcedo dona el pazo con su quinta al ayuntamiento y al pueblo de Vigo en 1924 para la transformación del pazo en un museo de arte nacional y la quinta en parque municipal.

## El Museo
El Pazo de Castrelos hoy en día es un museo donde podemos encontrar una sala de arqueología, una sala de pintura con una importante y amplia colección de pintura gallega, una sala dedicada al arte decorativo de la época y otros fondos artísticos legados por Policarpo Sanz.

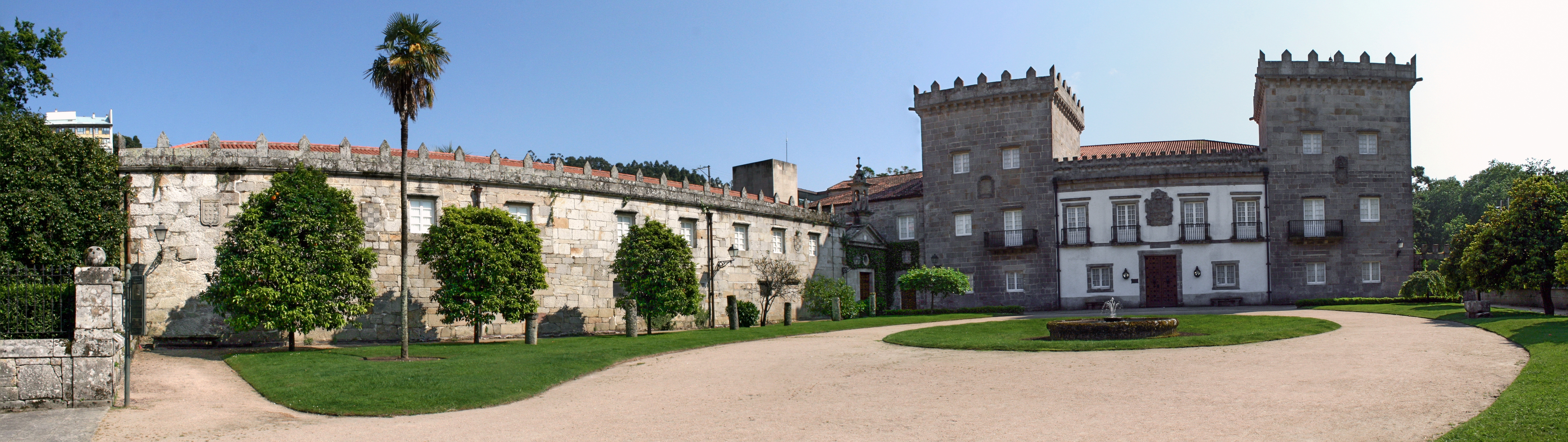
Vista panorámica del Museo Quiñones de León

## Características del parque
El parque está formada por una amplia superficie arbolada, atravesado por el río Lagares, con especies y ejemplares de interés. En los años 90 del siglo XX se amplió una zona con varios lagos y fuentes.

### Jardín del pazo

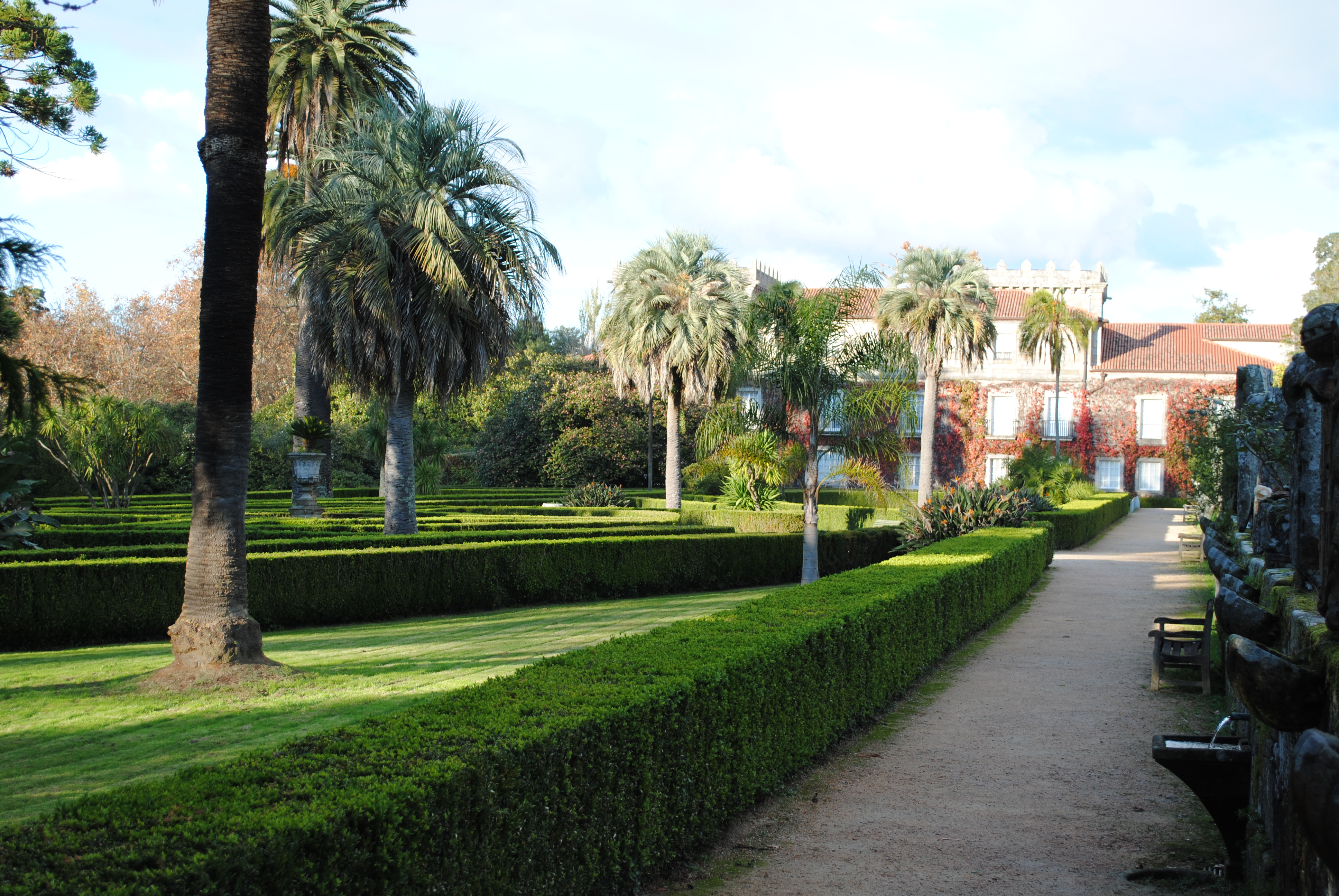
Vista del jardín francés y del pazo

La parte más antigua del jardín es la huerta trasera del pazo; es un espacio ajardinado situado en el contorno inmediato a la vivienda.
Fue transformada a finales del siglo XIX, segundo parece por la firma de jardinería portuguesa Jacintho de Mattos do Porto, situada en Oporto, hoy ya desaparecida, por orden del Marqués de Alcedo. Ofrece cinco hectáreas con la categoría de jardín histórico, además de una ruta botánica de alto valor estético. Este jardín formal está dividido en cinco sectores: acceso, el jardín de rosales de la parte superior, el jardín francés, el jardín inglés (o pradería del té), la solana, y el bosque.
El jardín de acceso se sitúa delante de la entrada principal. Está delimitado lateralmente por la de servicios y a su derecha y a su izquierda por un muro almenado con garitas. Su trazado es muy simple, una rotonda central con una fuente de chafariz.
El jardín continúa en la parte posterior del edificio en tres niveles descendientes. El superior está ocupado por el jardín de rosales. Arranca de un pórtico cubierto con una pérgola de madera, que era el antiguo invernadero. El jardín consta de un pequeño camino con rotondas y esculturas. A lo largo del camino se traza una serie de arcos por los que suben los rosales. Al final del mismo nos encontramos la imagen de una virgen.
Al pie de las ventanas del pazo, aparece el nivel medio, el jardín racionalista: simétrico, estable y proporcionado en el que sobresale la escultura vegetal. Se concibe, a la manera de los grandes jardines de la Francia barroca.

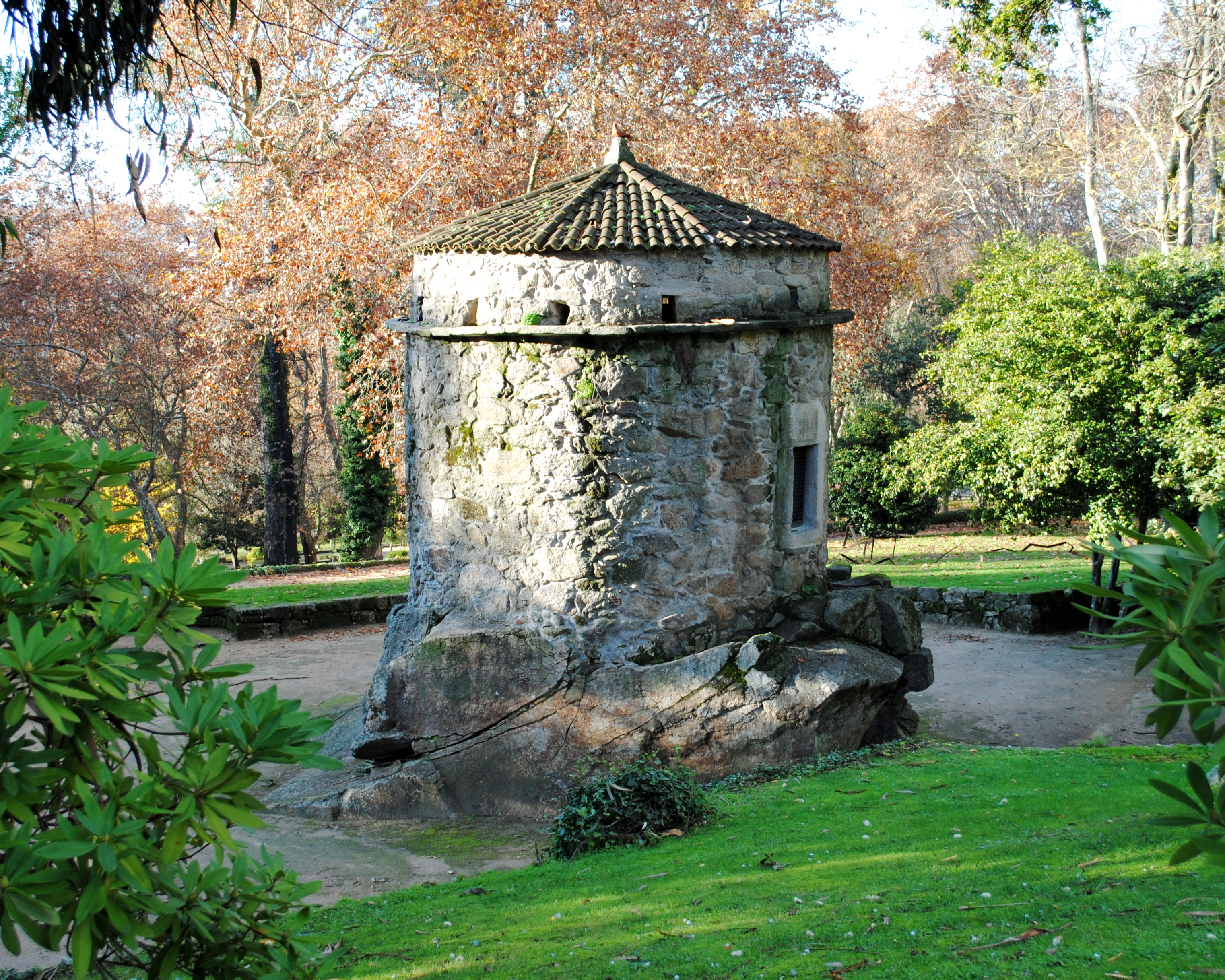
Palomar situado en los jardines del pazo

El intermedio lo constituye el jardín francés. Se distinguen dos zonas: la inmediata a la fachada con un trazado de arbustos que forman un laberinto. Es destacable el ejemplar de camelia japonesa, cuya edad ronda los doscientos años (la más vieja de Galicia). El sector más alejado es el de mayores dimensiones y tiene un trazado más simple, totalmente simétrico, en torno a un eje longitudinal y a un florón central, en el que aparecen, entre otras, una gran cantidad de palmeras, helechos etc. En el corredor lateral que limita con el jardín de rosales se encuentra el paseo de los escudos.
En el nivel más bajo aparece el jardín romántico inglés, también llamado pradería del té dada la costumbre británica des sus anteriores dueños de tomar el té en este lugar. Es un jardín mucho más simple que el francés. Su diseño está asociado a la corriente naturista, donde la flora parece crecer libremente sin una orden predeterminada, excepto los árboles. El estilo es subjetivo, con caminos imprevistos, especies de crecimiento libre y elementos sacados del orientalismo como pabellones a escala. Básicamente es una pradera rectangular rodeada por dos sendas de paso. En el centro se sitúa un lago para patos con un islote central con una reproducción a escala del propio pazo -influencia de las miniaturas chinas que tan de moda estuvieron durante el siglo XVIII. En la parte final del jardín, sobre un estanque, se levanta una estatua del siglo XVII, La fuente de Neptuno, situada antiguamente en la Puerta del Sol de Vigo. En este jardín hay ejemplares muy valiosos de especies exóticas como tulíperos, araucarias, camelias y ficus.
El parque continúa cara al fondo con un hermoso paseo con doble fila de camelias japonesas centenarias, llamado Paseo de Antonio Odriozola, en honor del estudioso de este género. Conduce cara el vivero y la cancha de tenis, que es la primera creada de este deporte en Galicia cuando en la ría arribaban buques ingleses. Asimismo, encontraremos en esta zona extrema del bosque una línea del monumentales eucaliptos plantados en el año 1872 y un origina original palomar, en el cual cría una colonia controlada de palomas zuritas. En la zona final del parque cuenta con un bosque bravo con especies autóctonas caducifolias gallegas mezcladas con algunas introducidas.
Botánicamente es un jardín muy valioso, pues presenta numerosas variedades de plantas ornamentales y exóticas, algunas centenarias gracias a la suavidad del clima en Vigo por su proximidad al mar, como los ya nombrados exóticos tuliperos originarios de Virginia y las viejas magnolias de la pradera entre las que se encuentra la más grande de Galicia. 
Esta rica vegetación se ve enriquecida paisajísticamente con diversas esculturas en granito, fuentes, estanques, un crucero, y diferentes construcciones de jardín, como quioscos, pérgolas y túneles verdes. 
Fue declarado Jardín Histórico y Bien de Interés Cultural en 1955.

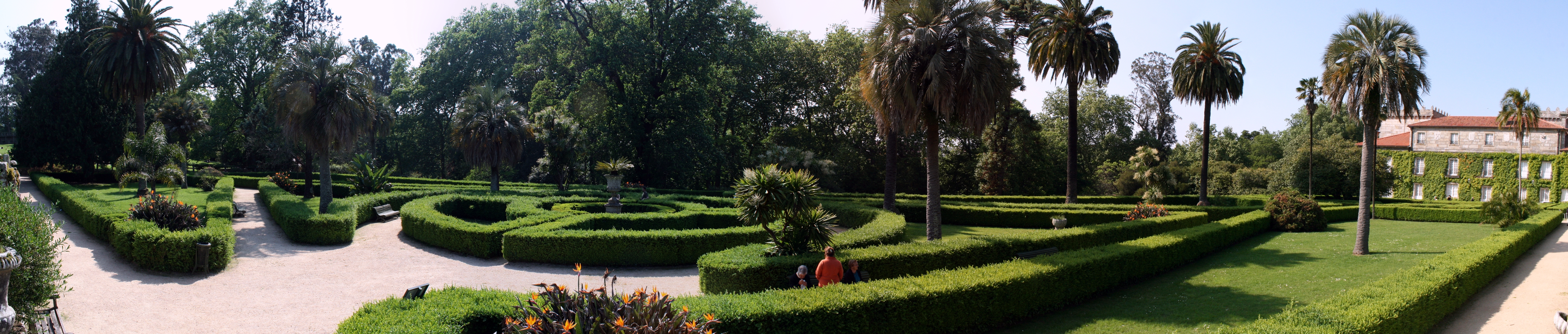
Vista panorámica del del jardín francés y del pazo

### Resto del parque

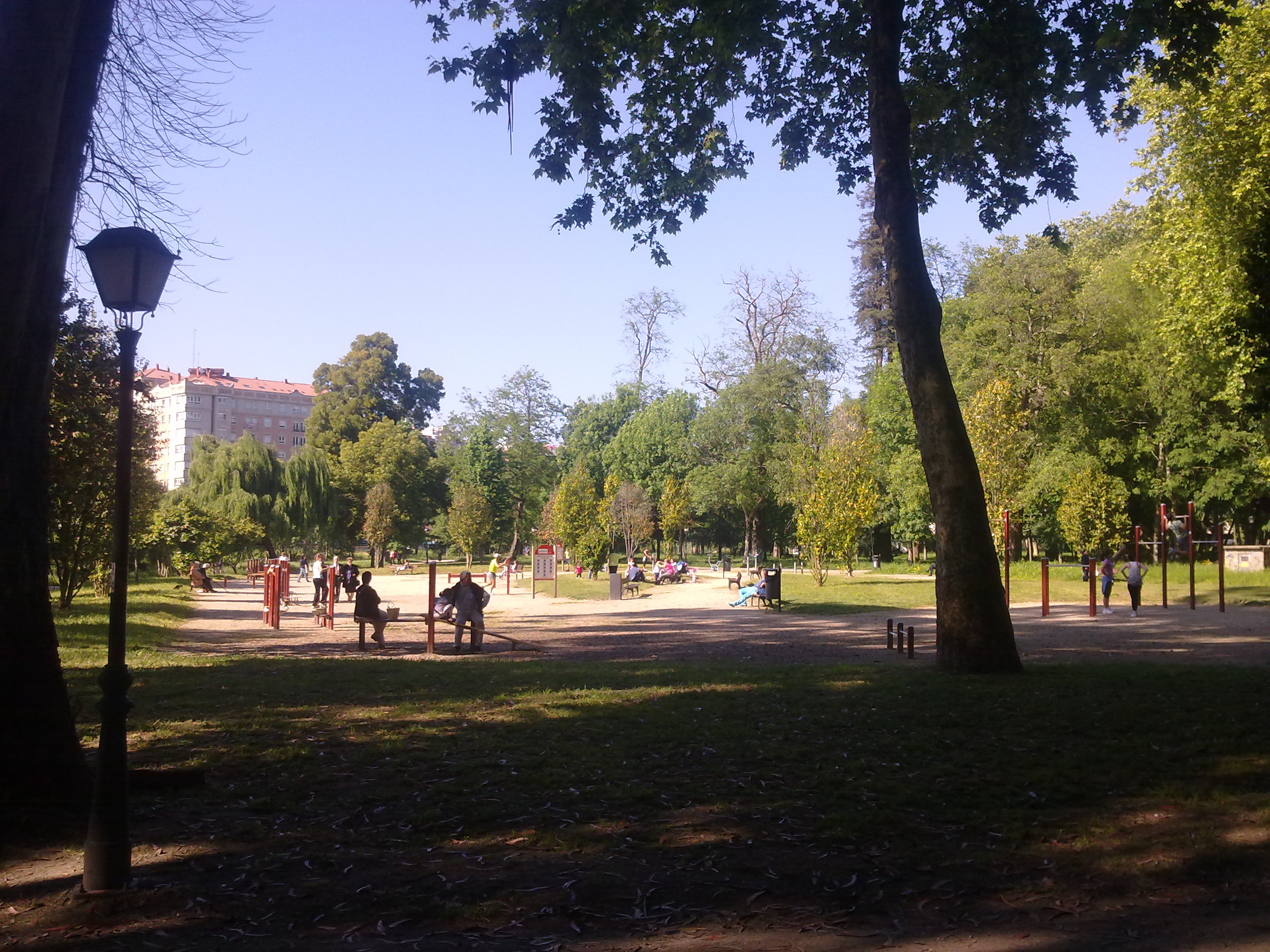
Vista general de la parte baja del parque

Fuera del recinto amurallado y almenado del pazo, el parque tiene, por lo general un diseño más informal e paisajístico, como si fuese un bosque. 
Además de un auditorio, nos encontramos un gran parque infantil y un paseo que va por la orilla del Lagares vinculado a la práctica de deportes. Toda esta zona arbolada también incluye diferentes especies botánicas, principalmente frondosas caducifolias, teniendo al plátano (Platanus x hispanica) como especie principal, algunos ejemplares viejos son de gran alturas. También encontramos carpes, acacias, lamigueiros, magnolias, cedros, bidueiros, etc, y multitud de arbustos ornamentales.
Cerca del río Lagares hay una pequeña zona con eucaliptos y algunos carballos y en la orilla del mismo río salgueros llorones y alisos. Destacan también los híbridos de plataneros, los castaños de indias o las secuoyas que ponen el techo del parque en esta zona llana por encima de los 30 metros.
En los años 90 del siglo XX, en donde anteriormente era una zona boscosa, cercana a la avenida de Castrelos, se construyó un estanque. Esta zona incluye además de diferentes especies acuáticas otras especies arbóreas y arbustivas de importancia. El lago artificial está construido a diferentes niveles, con pequeñas cascadas y chorros de agua. Un puente en medio del lago permite atravesarlo. Existe la posibilidad de realizar espectáculos de luz y sonido sincronizados con el movimiento del agua. Viven y conviven en el diferentes especies acuáticas: cisnes, patos, gansos etc.

### Auditorio

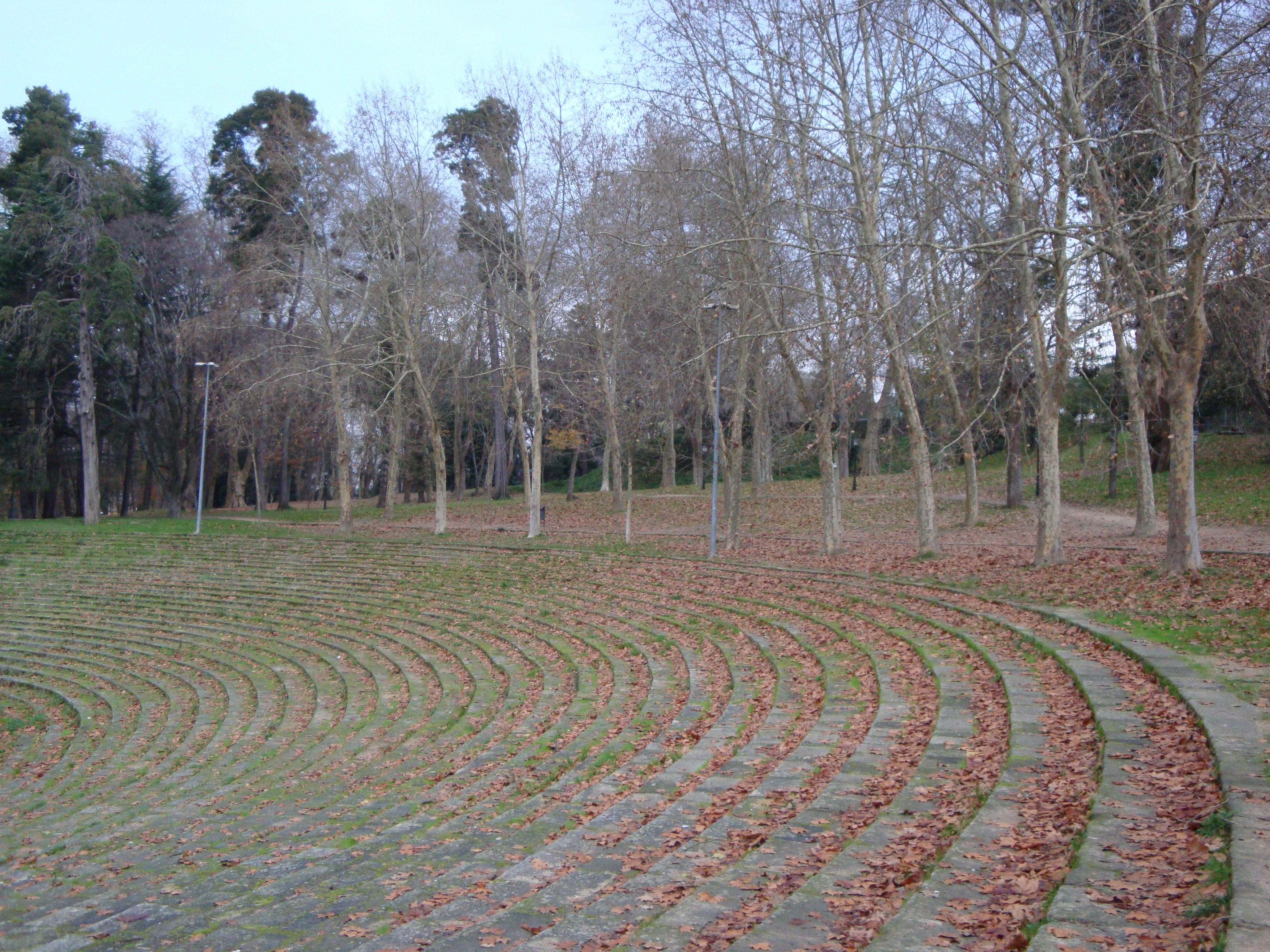
Anfiteatro del auditorio

El auditorio se encuentra en medio del parque, entre una arboleda, siendo uno de los mejores de la península ibérica al aire libre. Aprovechándose de la pendiente existente, lo que le proporciona una estructura e imagen de teatro grecorromano. Se delimita en dos zonas gracias a un foso con agua. En este auditorio se celebran conciertos y festivales a lo largo de todo el verano. La zona comprendida entre el foso y el escenario es de pago, mientras que la situada alrededor del recinto es de acceso gratuito. En Castrelos han actuado artistas y bandas internacionales de gran importancia, como por ejemplo: Andrés Calamaro, Arctic Monkeys, Blondie, Carlos Vives, David Guetta, Deep Purple, Franz Ferdinand, Jamie Cullum, Jamiroquai, Juanes, Keane, Lauryn Hill, Leonard Cohen, Maná, Metallica, Mika, Mike Oldfield, Oasis, Patti Smith, Pet Shop Boys, Primal Scream, Public Enemy, Rick Astley, Sebastián Yatra, Sting, The Beach Boys, The Blues Brothers, The Pretenders, The Prodigy o Tom Jones; también nacionales como: Alaska, Alejandro Sanz, Amaral, Ana Mena, Dani Fernández, David Bisbal, Crystal Fighters, Fangoria, Hombres G, Joan Manuel Serrat, Joaquín Sabina, La Oreja de Van Gogh, Leiva, Lola Índigo, Lori Meyers, Love of Lesbian, Manu Chao, Melendi, Miguel Bosé, Raphael, Siniestro Total, Tanxugueiras, etcétera.

## Servicios
El parque es de acceso libre y gratuito, de 9 de la mañana a las 9 de la tarde. Tiene varios servicios, como auditorio al aire libre, juegos infantiles, estanque, paneles informativos y rótulos botánicos (Ruta de los jardines históricos). Visitas al Pazo Museo (salas de arqueología, pinacoteca). Aparcamiento. Acceso elevado.
Actividades: jogging-running, baloncesto.
Distancias: Estación de autobuses: 1 km; estación de tren: 1 km; aeropuerto de Vigo: 10 km.

## Galería de imágenes

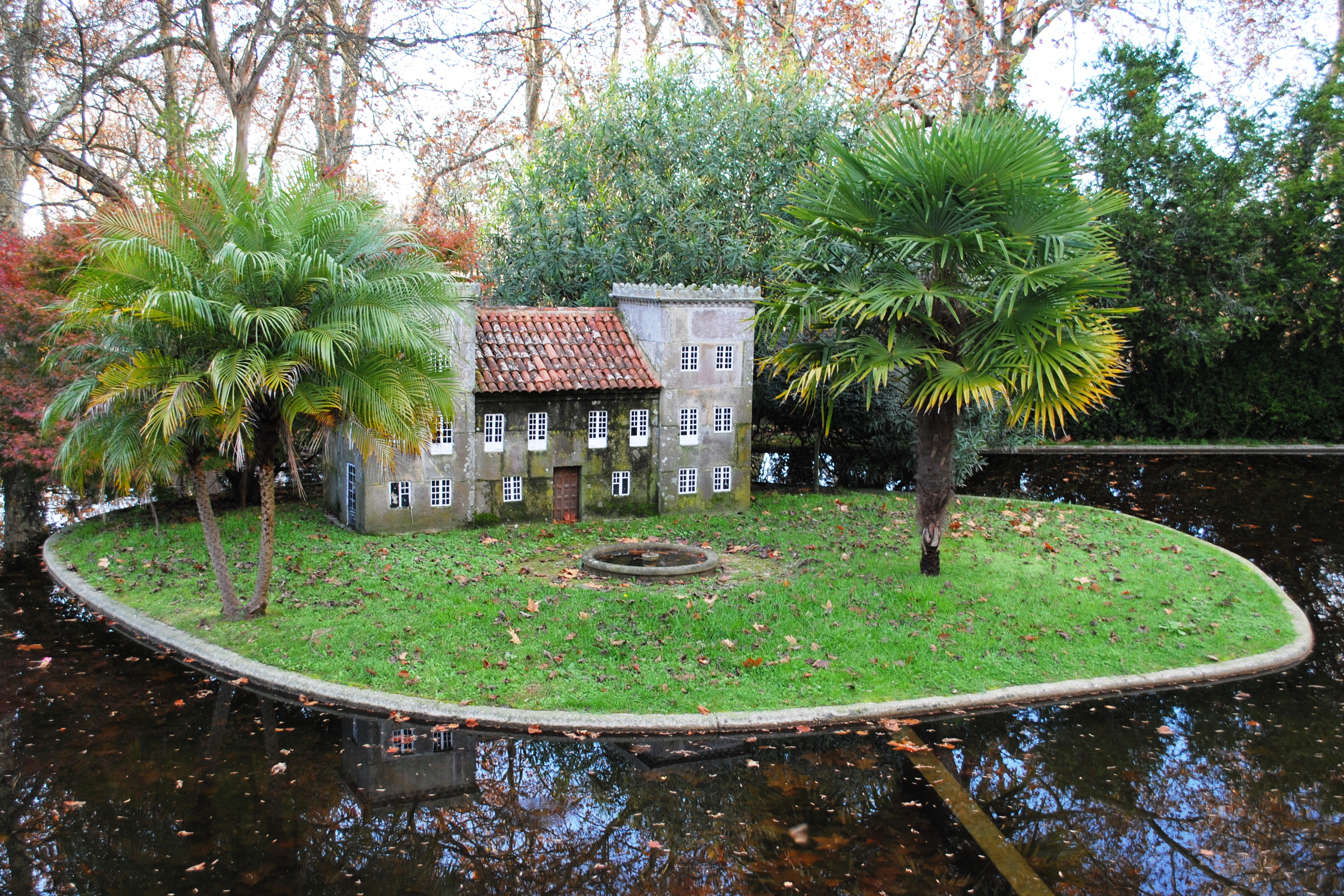
Miniatura del pazo en la fuente-estanque del jardín inglés.
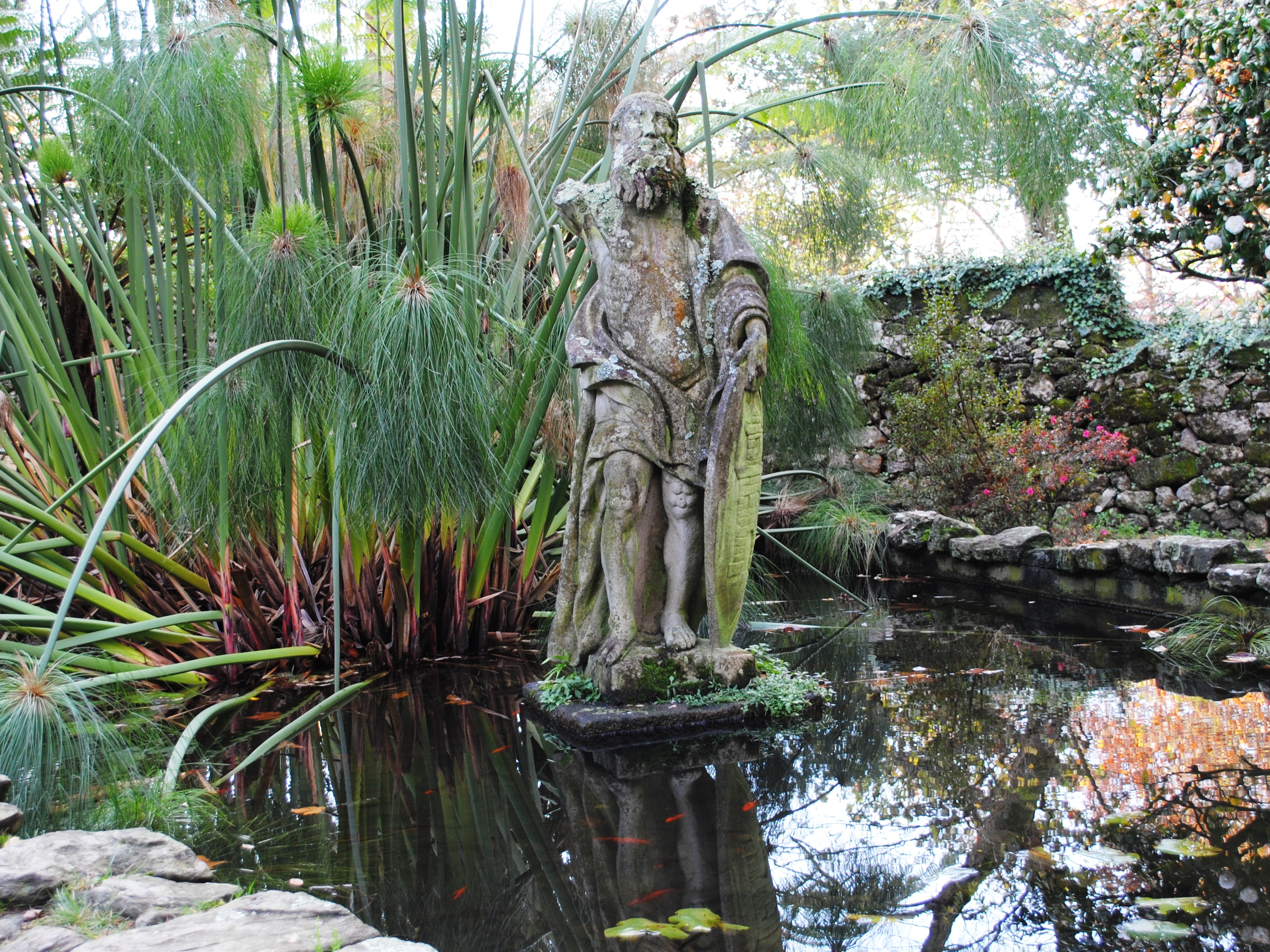
Fuente de Neptuno.
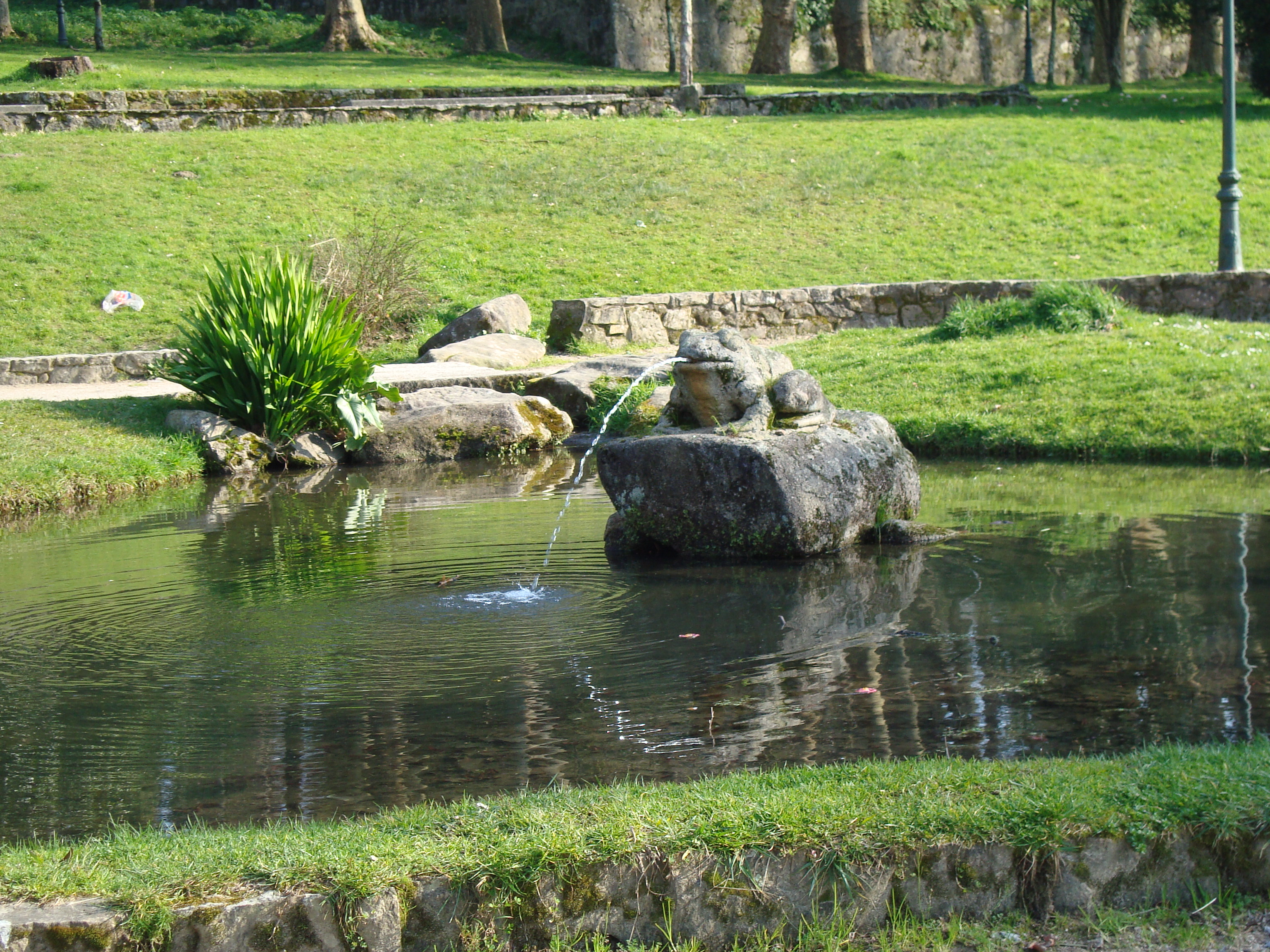
Fuente en la parte baja del parque.
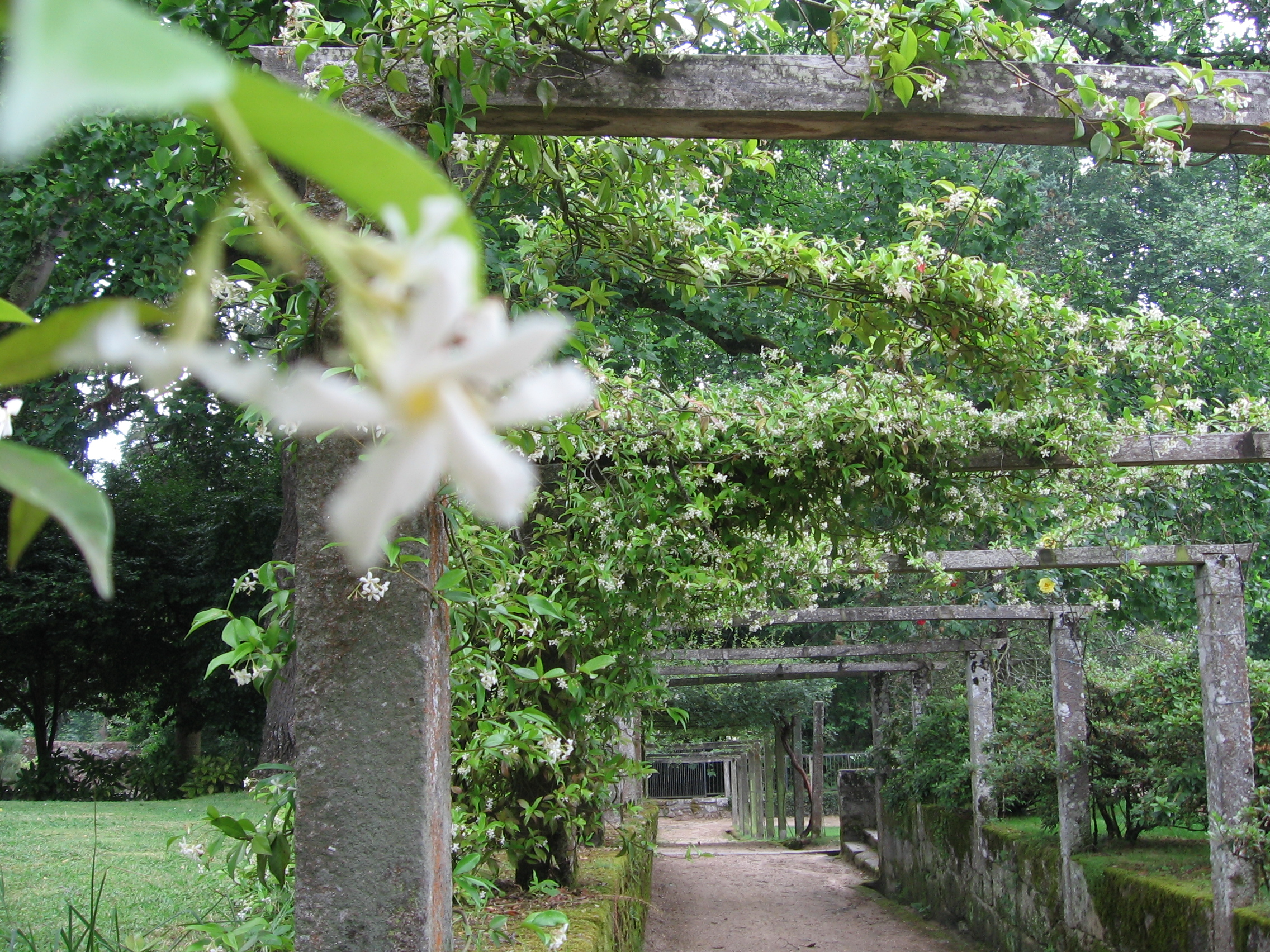
Paseo con pérgola de rosales y jazmines en el jardín inglés.
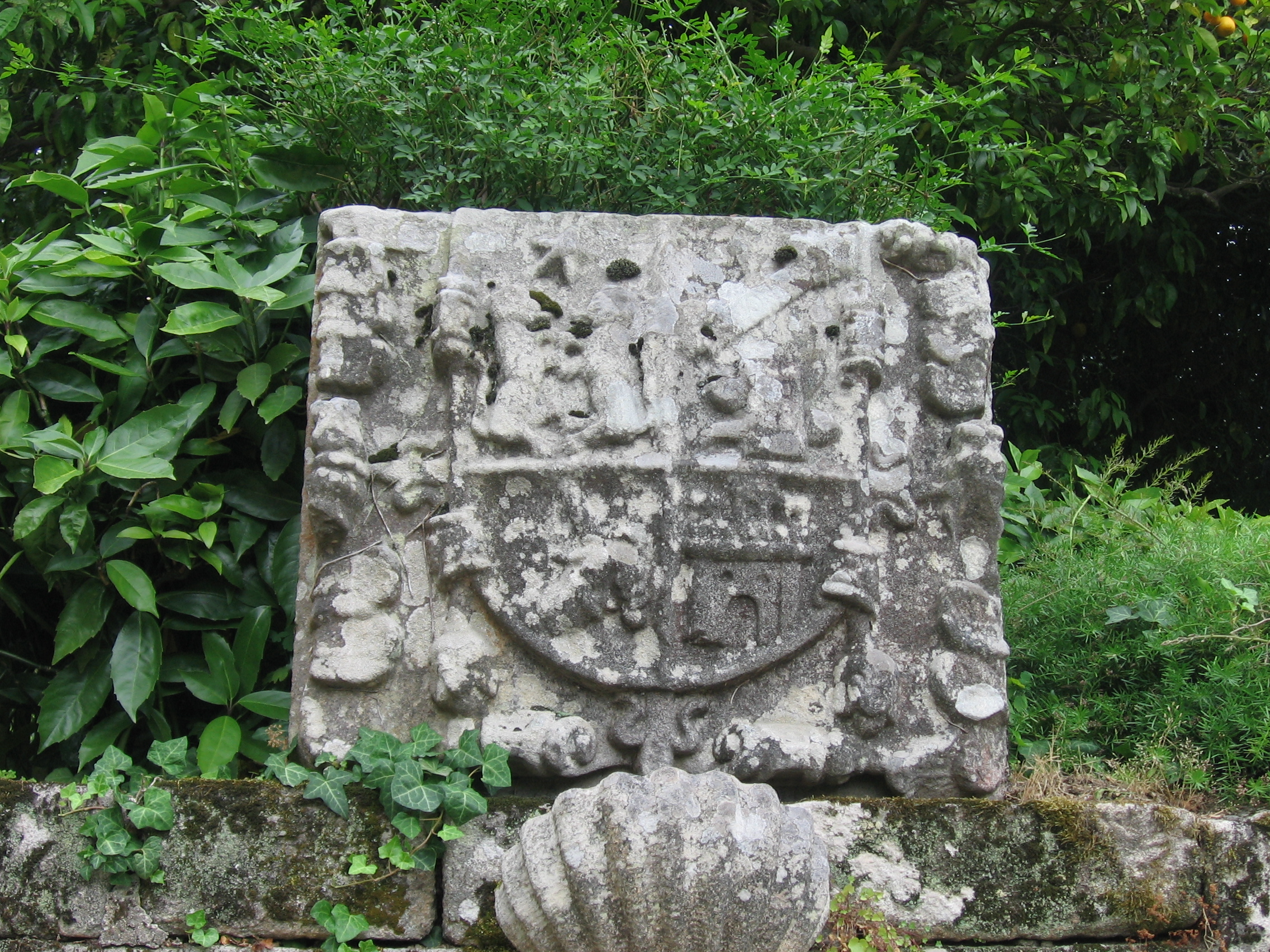
Uno de los escudos del paseo del jardín francés.
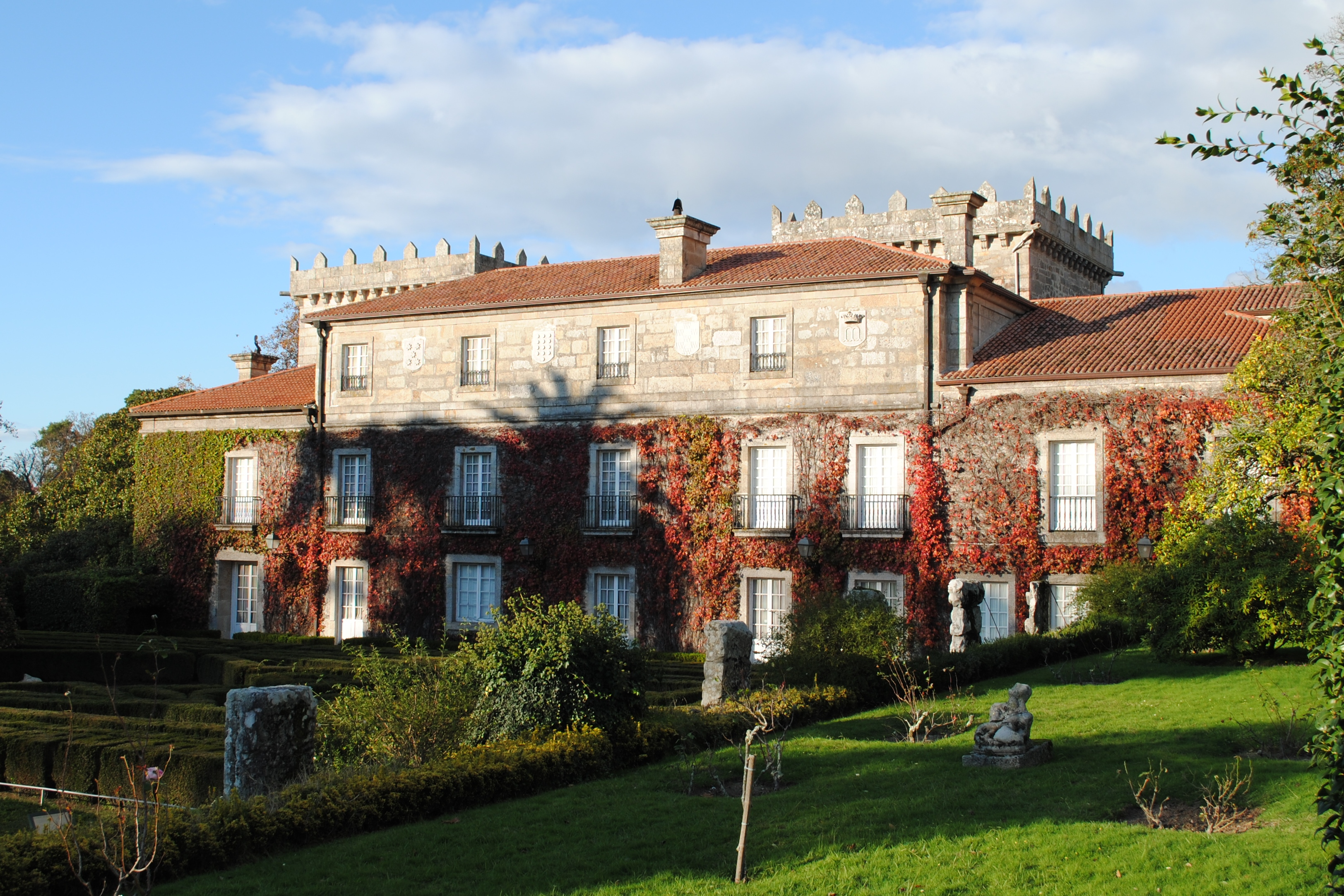
Fachada sur del pazo.